# Olympische Jugend-Winterspiele 2024/Teilnehmer (Nigeria)
| Gelbes Symbol für Goldmedaillen mit stilisierten Olympischen Ringen | Graues Symbol für Silbermedaillen mit stilisierten Olympischen Ringen | Braundes Symbol für Bronzemedaillen mit stilisierten Olympischen Ringen |
| ------------------------------------------------------------------- | --------------------------------------------------------------------- | ----------------------------------------------------------------------- |
| —                                                                   | —                                                                     | —                                                                       |

Nigeria nahm an den Olympischen Jugend-Winterspielen 2024 in der südkoreanischen Provinz Gangwon mit 6 Athleten (3 Männer, 3 Frauen) teil. Es war die erste Teilnahme des Landes an Olympischen Jugend-Winterspielen.

## Teilnehmer nach Sportarten

### Curling
| Wettbewerb             | Mixed Team | Mixed Doppel                                                              |
| ---------------------- | --- | ------------------------------------------------------------------------- |
| Athleten               | Oluwatomisin Akinsanya Roy Daniel Fatiu Danmola Nkoyo Oku                                                           | Charles Goodnews Oluwanimifise Wale-Adeogun                               |
| Vorrunde               | Japan (1.20) Türkei (2:22) Norwegen (0:21) Neuseeland (1:12) Vereinigte Staaten (0:20) China (2:22) Schweden (16:0) | Ungarn 3:13 Großbritannien 0:18 Tschechien 0:19 Kanada 0:14 Südkorea 1:17 |
| Viertelfinale          | ausgeschieden | ausgeschieden                                                             |
| Halbfinale             | ausgeschieden | ausgeschieden                                                             |
| Finale/Spiel um Bronze | ausgeschieden | ausgeschieden                                                             |
| Rang                   | 16 | 24                                                                        |